# Tomasz Miczka
Tomasz Miczka – polski muzyk, oboista, pedagog, nauczyciel akademicki, profesor sztuk muzycznych, w latach 2008–2016 rektor Akademii Muzycznej im. Karola Szymanowskiego w Katowicach.

## Życiorys
Jest absolwentem studiów w klasie oboju w Akademii Muzycznej im. Karola Szymanowskiego w Katowicach (klasa prof. Edwarda Mandery i klasa prof. Andrzeja Janickiego). Po studiach pracował jako oboista Wielkiej Orkiestry Symfonicznej Polskiego Radia i Telewizji. W 1981 podjął pracę nauczyciela w Państwowym Liceum Muzycznym w Katowicach. W 1986 został asystentem w Akademii Muzycznej w Katowicach. W 1993 uzyskał kwalifikacje I stopnia (odpowiednik stopnia naukowego doktora), a w 1999 kwalifikacje II stopnia (odpowiednik habilitacji). W 2002 został profesorem nadzwyczajnym Akademii Muzycznej. W 2010 został profesorem sztuk muzycznych.
W Akademii Muzycznej w Katowicach był Kierownikiem Katedry Instrumentów Dętych i Perkusji. W latach 2005–2008 pełnił funkcję prorektora ds. artystycznych, studenckich i współpracy z zagranicą tej uczelni. W latach 2008–2016 był rektorem Akademii Muzycznej im. Karola Szymanowskiego w Katowicach.

## Odznaczenia i nagrody
- Nagroda Ministra Kultury i Dziedzictwa Narodowego za osiągnięcia organizacyjne – 2020[3]
- Krzyż Oficerski Orderu Odrodzenia Polski – 2016[4]